# Suore di carità del Verbo Incarnato (San Antonio)
Le Suore di carità del Verbo Incarnato (in inglese Sisters of Charity of the Incarnate Word; sigla C.C.V.I.) sono un istituto religioso femminile di diritto pontificio.

## Storia
La congregazione deriva da quella omonima fondata nel 1867 a Galveston dal vescovo Claude-Marie Dubuis. Nel 1869 tre suore di Galveston furono inviate a San Antonio per aprirvi un ospedale: la comunità di San Antonio si rese presto autonoma dalla casa-madre di Galveston e il 22 aprile 1873 ottenne l'approvazione diocesana.
L'istituto ricevette il pontificio decreto di lode il 26 aprile 1905 e le sue costituzioni ottennero l'approvazione definitiva il 5 aprile 1910.

## Attività e diffusione
Le suore si dedicano all'educazione della gioventù e alla cura di orfane e ammalati.
Oltre che negli Stati Uniti d'America, sono presenti in Cile, Colombia, Messico, Irlanda, Perù, Tanzania e Zambia; la sede generalizia è a San Antonio, in Texas.
Alla fine del 2015 l'istituto contava 290 religiose in 67 case.